# Pseudagrion coriaceum
Pseudagrion coriaceum là một loài chuồn chuồn kim trong họ Coenagrionidae.
Pseudagrion coriaceum được Selys miêu tả khoa học năm 1876.